# Pietro Torri
Pietro Torri (* um 1650 in Peschiera del Garda; † 6. Juli 1737 in München) war ein italienischer bayerischer Komponist.

## Leben
Ab 1667 war Torri Organist des Markgrafen Christian Ernst von Brandenburg-Bayreuth. 1672 trat er als Nachfolger von Johann Philipp Krieger die Stelle des Bayreuther Kapellmeisters an. 1684 verließ er Bayreuth und hielt sich fünf Jahre in Italien auf. Ab 1689 war er in Diensten des Kurfürsten Max Emanuel von Bayern. Im Jahre 1692 folgte er seinem Dienstherren mit einem Teil des Hoforchesters in die Spanischen Niederlande und ließ sich mit ihm in Brüssel nieder. Hier heiratete Torri die Tochter des kurfürstlichen Ballettmeisters François Rodier (um 1665–1753).
Im Laufe dieser Zeit verweilte er in Mons, Namur, Lille, Compiègne und Valenciennes, wo einige seiner Opern aufgeführt wurden.
1715 erfolgte seine Rückkehr nach München. Dort bekleidete er den Rang eines Oberaufsehers über die Churfürstliche Kammer-Music und Kapellmeisters. Im Auftrag des Kurfürsten entstanden in der Folgezeit jährlich eine Oper und zahlreiche weitere Kompositionen. So erhielt er anlässlich der Hochzeitsfeierlichkeiten des Thronfolgers Karl Albrecht mit der Kaisertochter Maria Amalia von Österreich den Auftrag für die Oper Adelaide, die am 18. Oktober 1722 im Opernhaus am Salvatorplatz nahe der Münchner Residenz uraufgeführt wurde.
1726 starb Max Emanuel, und Karl Albrecht folgte ihm auf dem Kurfürstenthron der bayerischen Wittelsbacher. Zu diesem Anlass komponierte Torri als musikalische Huldigung an den neuen Herrscher die allegorische Serenata La Baviera. In diesem Werk wird bereits dem bayerischen Anspruch auf den Kaiserthron gehuldigt und das Selbstverständnis der Dynastie repräsentiert. Bei seinem Aufenthalt in München 1729 sang der berühmte Kastrat Farinelli einen Solopart der Oper Nicomede.
Erst nach dem Tode von Giuseppe Antonio Bernabei erhielt Torri offiziell den Posten des bayrischen Hofkapellmeisters.
Pietro Torri verstarb 1737, ihm folgte als Hofkapellmeister der ebenfalls aus Venetien stammende Giovanni Porta.

## Werke
Neben fast 20 Opern komponierte Torri Serenaten, Oratorien, Psalmen, Torneos, Kantaten sowie ein Te Deum für Max Emanuel; nach dem Frieden von Rastatt 1714 schuf er das Werk Triomphe de la paix.

### Opern
- Le peripezze della Fortuna (6 Akte), ?Brüssel, ?Januar 1695, zur Hochzeit von Maximilian II. Emanuel mit Therese Kunigunde
- Unbetiteltes „Torneo“, München, Schloss Leuchtenberg, 30. Januar 1702 (Stimmen)
- Enone („pastorale“), Brüssel, ? 12. Oktober 1705 (Fragment)
- Le réciproque („divertissement“), Valenciennes, 1714
- L’innocenza difesa dai Numi [Ismene] („dramma“, 6 Akte), München, Hoftheater, August oder Oktober 1715
- Astianatte (Antonio Salvi), München, Hoftheater, 12. Oktober 1716, als Andromacca, München, Hoftheater, Winter 1717
- La Merope (Apostolo Zeno), München, Hoftheater, 12. Oktober 1719, Wiederaufnahme am 24. Januar 1723
- Eumene („dramma per musica“, Zeno), München, Hoftheater, 14. Juli 1720 (Stimmen)
- Lucio Vero („dramma per musica“, Zeno), München, Hoftheater, 12. Oktober 1720, überarbeitet, München, Hoftheater, 3. Januar 1723; Mbs (Stimmen)
- L’amor d’amico vince ogni altro amore [Pirro e Demetrio] (3 Akte), München, Hoftheater, 12. Oktober 1721
- Adelaide („dramma per musica“, Salvi), München, Hoftheater, 18. Oktober 1722 (Stimmen), zur Hochzeit des Kurprinzen Karl Albrecht mit Maria Amalia
- Griselda („dramma per musica“, Zeno), München, Hoftheater, 12. Oktober 1723
- Amadis aus Griechenland (Übersetzung von P. di Perozzi: Amadis in Grecia), München, Hoftheater, Oktober 1724
- Venceslao („dramma per musica“, Zeno), München, Hoftheater, 12. Oktober 1725 (Partitur, Stimmen)
- L’Epaminonda („dramma per musica“, Domenico Lalli), München, 1727 (Partitur, Stimmen)
- Nicomede („dramma per musica“, Lalli), München, 1728 (Stimmen)
- Edippo („tragedia per musica“, Lalli), München 1729 (Stimmen)
- L’Ippolito („tragedia per musica“, Lalli), München, 1731 (Stimmen)
- Ciro („dramma per musica“, Leopoldo de Villati), München, 1733 (Stimmen)
- Catone in Utica („tragedia per musica“, Pietro Metastasio), München, 1736 (Stimmen)

Zweifelhaft
- L’ambizione fulminata (? Luigi Orlandi), München, 1691
- Briseide („dramma per musica“, 3 Akte, Francesco Passarini), Hannover, Karneval 1696. Früher Agostino Steffani zugeschrieben

### Oratorien
- Il Giobbe Christiano (3 Akte), München, Hofkapelle, 10. Februar 1690
- S Vinceslao (2 Akte), ? Brüssel, zwischen 1692 und 1701
- S Landelino (1 Akt), ? Brüssel, zwischen 1692 und 1701
- Abelle (3 Akte), ?Brüssel, zwischen 1692 und 1701 (unvollständig)
- La vanità del mondo, Brüssel, 5. März 1706
- Le martir des Maccabées (3 Akte), ? Brüssel, zwischen 1705 und 1714
- S Genesio (3 Akte), ? zwischen 1705 und 1714
- Giacobbe [Rebecca] (3 Akte), ? zwischen 1705 und 1714
- Elia (2 Akte, Villati), München, Hofkapelle, Passionszeit 1730
- Abramo (2 Akte, Lalli), München, Hofkapelle, Passionszeit 1731
- Gionata (2 Akte), München, Hofkapelle, Passionszeit ?1733

### Kantaten
- Fetonte (2 Akte), München, ?Oktober/Nov 1689
- Gli amori di Titone e d’Aurora, Juli 1691
- Il giorno festivo, Brüssel, Oktober 1695, zuvor in München
- Le triomphe de la Paix, ? France, 1714
- La reggia dell’armonia (nach L. Orlandi: Niobe), August 1715, zusammen mit Agostino Steffani
- Introduzione a balli, München, 1715/16
- Torneo, München, Schloss Leuchtenberg, komponiert 6. Mai 1718, aufgeführt 1718, ? 29. Dezember (Partitur)
- Epitalamio, München, Schwarzer Saal der Residenz, 17. Februar 1719, zur Hochzeit von Prinz Ferdinand Maria und Maria Antonia Caroline von Pfalz-Neuburg (Stimmen)
- Per l’anniversario della nascità de S.A.E. Massimiliano Emanuele, München, 11. Juli 1721
- Gli dei festeggianti, München, 6. August 1721, Stimmen
- La Baviera, ? München, vor 1726

Solokantaten
- Chi non crede, Basso continuo
- Vuoi saper, Basso continuo
- 8 Kantaten für Oboe und Flageolet

### Sonstige Werke
- Gli oracoli di Pallade e di Nemesi, München, 6. Februar 1690
- I preggi della primavera (P. Orlandi), München, Schloss Leuchtenberg, 1691
- La publica felicità („componimento poetico per musica“, P. Panati), München, 22. Oktober 1722, zur Hochzeit des Kurprinzen Karl Albrecht mit Herzogin Maria Amalia, Stimmen
- Missa solemnis, D-Dur, für 4 Stimmen und Instrumente, ?1737
- Missa pro defunctis, F-Dur, für 5 Stimmen und 6 Instrumente, 1726
- Credo, Sanctus, Agnus Dei, C-Dur, für 4 Stimmen und 4 Instrumente
- Apparuit gratia, Bass, Sopran, 3 Instrumente
- Kammerduette, vorwiegend für Sopran, Alt und Basso continuo
- zwei Sonaten für 4 Instrumente
- acht Sinfonias, verloren (aufgeführt im Katalog der Hofkapelle München von 1753)

## Diskographie
- Le Martyre des Macchabées, Musique en Wallonie, 2009
- Le Triomphe de la Paix, ORF Edition Alte Music, Neue Hofkapelle München, Christoph Hammer, 2005
- La Baviera, Neue Hofkapelle München, Christoph Hammer, 2003
- Pietro Torri & Alfonso d'Eve, De Profunctis, 2001
- Biaggio Marini e Pietro Torri, Canzonette Trastulli, Hans Ludwig Hirsch, 1998
- Musik am Hofe des Kurfürsten Max Emanuel von Bayern, Musica Bavarica, Co-Produktion mit dem Bayerischen Rundfunk

## Ehrungen
1958 wurde eine Straße in München im Stadtteil Pasing-Obermenzing nach ihm benannt, der Torriweg.